# Franc Bračko
Franc Bračko, slovenski enolog, * 30. marec 1910, Brestrnica, † 13. april 1967, Ptuj.
Po končani srednji sadjarsko-vinarski šoli v Bukovu pri Negotinu (Makedonija) je bil med soustanovitelji Vinarske zadruge Ptuj ter njen upravnik in enolog. V letih 1942−1945 je bil tudi glavni enolog Štajerske zveze vinarskih zadrug in do 1965 direktor vinske kleti Slovenske gorice na Ptuju. Objavil je več strokovnih in poljudnih člankov.